# جووانی ورگا

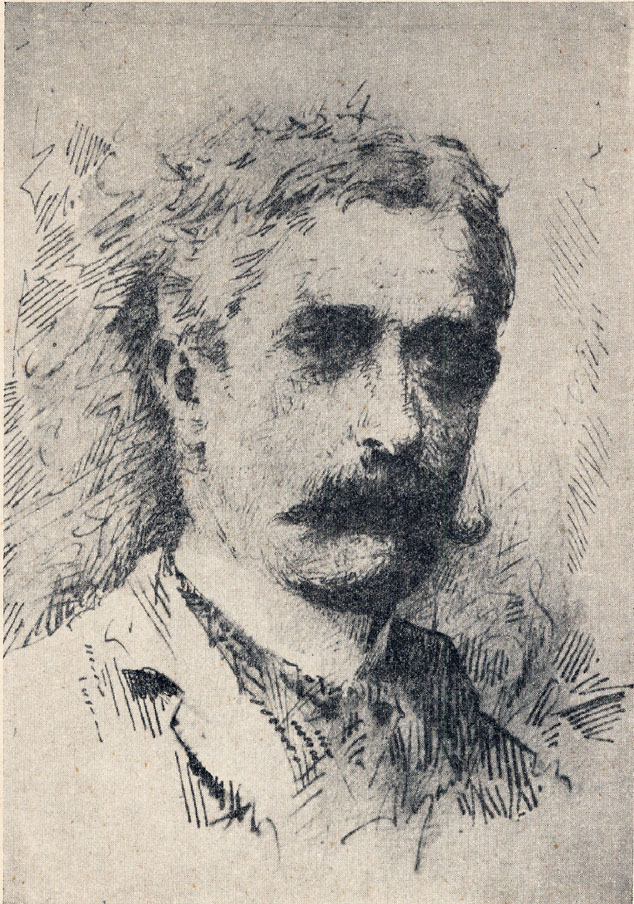
پرتره ورگا، اثر آنتونینو گاندولفو

جووانی کارملو ورگا (به ایتالیایی: Giovanni Carmelo Verga) ‏ (۱۸۴۰ - ۱۹۲۲) نویسنده ایتالیایی و بنیان‌گذار مکتب ادبی «وریسم» یا واقع‌گری محض است.
او در آثار خود با لحنی تند و بی‌پروا زندگی طبقات رنج‌کشیدهٔ جامعهٔ ایتالیا را به تصویر می‌کشید.

## زندگی و شغل
ورگا اولین پسر جووانی باتیستا کاتالانو ورگا و کاترینا دی مائورو بود، آنها خانواده‌ای مرفه در کاتانیا در سیسیل بودند. او در نوجوانی شروع به نوشتن کرد و آثاری که عمدتاً منتشر نشده بود را نوشت. رمان تاریخی بسیار معروف عشق و کشور را نوشت؛ سپس وی تحصیل در رشته حقوق در دانشگاه کاتانیا را ادامه داد، او در سال ۱۸۷۲ به میلان نقل مکان کرد، جایی که رویکرد جدید خود را توسعه داد، که مشخصه آن استفاده از دیالوگ برای توسعه شخصیت بود که منجر به برجسته‌ترین آثار او شد. در سال ۱۸۹۲ ورگا به کاتانیا بازگشت، به خانه‌ای که در کودکی در آن زندگی می‌کرد. این خانه در شهر کاتانیا اکنون موزه‌ای برای وی اختصاص داده شده است.

## آثار
داستان کوتاه
- سیسیلی ندا (۱۸۷۴)
- زندگی در کشتزارها (۱۸۸۹)

رمان
- اوا (۱۸۷۳)
- ببر شاهی (۱۸۷۳)
- خانواده مالاوولیا (۱۸۸۱)
- شکار گرگ
- مسترو دون جزوالدو(۱۸۸۹)

رمان کوتاه
- ماده‌گرگ